# Aires protégées du Chili

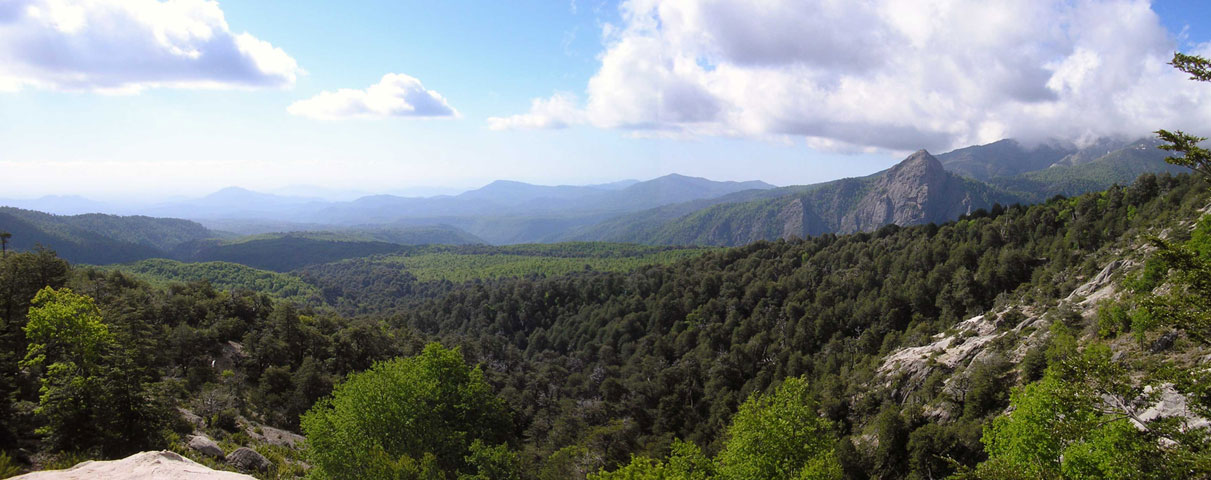
Réserve nationale Altos de Lircay

Les aires protégées du Chili sont des zones qui ont une beauté naturelle ou une valeur historique importante, protégées par le gouvernement du Chili. Elles couvrent plus de 140 000 km2, ce qui représente 19% du territoire du Chili. Le Système National des Espaces Sauvages Protégés (SNASPE par son acronyme espagnol) est régi par la loi no 18362 votée en 1984, et administré par la Corporación Nacional Forestal (CONAF). 
Il existe trois types de territoires : 
- parcs nationaux ;
- Réserves nationales ;
- monuments naturels.

## Aires protégées par type

### Parcs nationaux
Les parcs nationaux du Chili constituent un réseau de 37 parcs nationaux au Chili. Les parcs couvrent une grande variété d'habitats naturels répartis tout le long de la cordillère des Andes et de l'océan Pacifique, du parc national Lauca situé tout au nord du Chili jusqu'au parc national Cabo de Hornos situé à l'extrémité sud du continent. Les parcs sont administrés par la Corporación Nacional Forestal (CONAF) depuis 1970.

### Réserves nationales
| Réserves nationales du Chili |       |                  |             |      |
| Nom                          | Photo | région naturelle | Surface     | Date |
| ---------------------------- | ----- | ---------------- | ----------- | ---- |
| Altos de Lircay              |       | Centre du Chili  |             | 1996 |
| Isla Mocha                   |       | Sud du Chili     | 23,69 km2   | 1988 |
| Lago Peñuelas                |       | Centre du Chili  | 92,6 km2    | 1952 |
| Llanquihue                   |       | Sud du Chili     | 161,1 km2   | 1912 |
| Los Flamencos                |       | Norte Grande     | 740,0 km2   | 1990 |
| Malalcahuello-Nalcas         |       | Sud du Chili     | 12 789 ha   | 1931 |
| Mocho-Choshuenco             |       | Sud du Chili     | 7 537,6 km2 | 1994 |
| Pampa del Tamarugal          |       | Norte Grande     | 102 264 ha  | 1987 |
| Pingüino de Humboldt         |       | Norte Chico      | 859,3 ha    | 1990 |
| Ralco                        |       | Centre du Chili  | 12 421 ha   | 1987 |
| Río de Los Cipreses          |       | Centre du Chili  | 36 882 ha   | 1985 |
| Costera Valdiviana           |       | Sud du Chili     | 597 ha      | 2005 |

### Monuments naturels
| Monuments naturels du Chili |       |                  |             |      |
| Nom                         | Photo | Région naturelle | Surface     | Date |
| --------------------------- | ----- | ---------------- | ----------- | ---- |
| Cerro Ñielol                |       | Zona Sur         | 0,89 km2    | 1988 |
| Cueva del Milodón           |       | Zona Austral     |             | 1993 |
| El Morado                   |       | Zona Central     | 30,09 km2   |      |
| La Portada                  |       | Norte Grande     | 0,312 7 km2 | 1990 |
| Los Pingüinos               |       | Zona Austral     | 0,97 km2    | 1966 |

## Aires protégées par région

### Région d'Arica et de Parinacota
- Réserve nationale de Las Vicuñas
- Parc national de Lauca
- Monument naturel du Salar de Surire

### Région de Tarapacá
- Réserve nationale de Pampa del Tamarugal
- Parc national du Volcán Isluga

### Région d'Antofagasta
- Réserve nationale d'Alto Loa
- Réserve nationale de La Chimba
- Monument naturel de La Portada
- Parc national de Llullaillaco
- Réserve nationale de Los Flamencos
- Monument national de North Paposo

### Région d'Atacama
- Parc national des Llanos de Challe
- Parc national de Nevado Tres Cruces
- Parc national de Pan de Azúcar
- Réserve nationale de Pingüino de Humboldt

### Région de Coquimbo
- Parc national Bosque de Fray Jorge
- Réserve nationale de Las Chinchillas
- Monument naturel de Pichasca

### Région de Valparaíso
- Parc national Archipiélago de Juan Fernández
- Réserve nationale d'El Yali
- Isla Cachagua Natural Monument
- Parc national de La Campana
- Réserve nationale de Lago Peñuelas
- Parc national de Rapa Nui
- Réserve nationale du Río Blanco

### Région métropolitaine de Santiago
- Monument naturel d'El Morado
- Réserve nationale de Río Clarillo
- Réserve nationale Roblería del Cobre de Loncha
- Sanctuaire naturel de Yerba Loca

### Région O'Higgins
- Parc national de Las Palmas de Cocalán
- Réserve nationale de Río de los Cipreses

### Région Maule
- Réserve nationale d'Altos de Lircay
- Réserve nationale Federico Albert
- Réserve nationale de Laguna Torca
- Réserve nationale de Los Bellotos del Melado
- Réserve nationale de Los Queules
- Réserve nationale de Los Ruiles
- Réserve nationale de Radal Siete Tazas

### Région du Biobío
- Réserve nationale d'Isla Mocha
- Parc national de Laguna del Laja
- Réserve nationale de Los Huemules de Niblinto
- Réserve nationale de Ñuble
- Réserve nationale de Ralco

### Région d'Araucanie
- Réserve nationale d'Alto Biobío
- Monument naturel Cerro Ñielol
- Réserve nationale de Chine Muerta
- Parc national de Conguillío
- Monument naturel de Contulmo
- Parc national de Huerquehue
- Réserve nationale de Malalcahuello
- Réserve nationale de Malleco
- Parc national de Nahuelbuta
- Réserve nationale de Nalcas
- Parc national de Tolhuaca
- Parc national de Villarrica
- Réserve nationale de Villarrica

### Région de Los Ríos
- Parc national Alerce Costero
- Área Costera Protegida Punta Curiñanco
- Sanctuaire naturel Carlos Anwandter
- Réserve biologique de Huilo Huilo
- Réserve nationale de Mocho-Choshuenco
- Oncol Park
- Parc national de Puyehue
- Réserve nationale de Valdivia
- Réserve côtière valdivienne
- Parc national de Villarrica

### Région de Los Lagos
- Parc national Alerce Andino
- Parc national de Chiloé
- Parc national du Corcovado
- Réserve nationale de Futaleufú
- Parc national de Hornopirén
- Monument naturel des Islotes de Puñihuil
- Réserve nationale de Lago Palena
- Monument naturel de Lahuen Ñadi
- Réserve nationale de Llanquihue
- Réserve naturelle privée de Los Vertientes
- Parc Pumalín
- Parc national de Puyehue
- Parc Tantauco
- Parc national Vicente Pérez Rosales

### Région de l'Aisén
- Parc national Bernardo O'Higgins
- Réserve nationale de Cerro Castillo
- Monument naturel de Cinco Hermanas (in Spanish)
- Réserve nationale de Coihaique
- Monument naturel de Dos Lagunas
- Parc national d'Isla Guamblin
- Parc national d'Isla Magdalena
- Réserve nationale de Katalalixar
- Réserve nationale de Lago Carlota
- Réserve nationale de Lago Cochrane
- Réserve nationale de Lago Jeinimeni
- Réserve nationale du Lago Las Torres
- Réserve nationale de Lago Rosselot
- Parc national de Laguna de San Rafael
- Réserve nationale de Las Guaitecas
- Parc national de Queulat
- Réserve nationale de Río Simpson
- Réserve nationale de Trapananda

### Région de Magallanes et Antartica Chilena
- Parc national Alberto de Agostini
- Parc national Bernardo O'Higgins
- Parc national de Cabo de Hornos
- Monument naturel de la Cueva del Milodón
- Zone côtière et marine protégée de Francisco Coloane
- Parc national de Kawésqar
- Monument naturel de la Laguna de los Cisnes (in Spanish)
- Réserve nationale de Laguna Parrillar
- Monument naturel de Los Pingüinos
- Réserve nationale de Magallanes
- Parc ethnobotanique d'Omora
- Parc national de Pali-Aike
- Parc national de Torres del Paine
- Parc national de Yendegaia

## Conventions internationales

### Sites Ramsar
La convention de Ramsar est entrée en vigueur au Chili le 27 novembre 1981.
En janvier 2020, le pays compte 14 sites Ramsar, couvrant une superficie de 3 620,2 km2.

### Réserves de biosphère
Le Chili possède 10 réserves de biosphère reconnues par l'Unesco :
| Réserve de biosphère                                     | Année de création | surface (ha) |
| -------------------------------------------------------- | ----------------- | ------------ |
| Fray Jorge                                               | 1977              | 134,311      |
| Archipel de Juan Fernández                               | 1977              | 1 216 483,43 |
| Torres de Paine                                          | 1978              | 770,889      |
| Lac San Rafael et El Guayaneco                           | 1979              | 1 380 613    |
| Lauca                                                    | 1981              | 358,912      |
| Araucarias                                               | 1983              | 93,833       |
| La Campana-Peñuelas                                      | 1984              | 238,216      |
| Cabo de Hornos                                           | 2005              | 4 884 273    |
| Forêts pluviales tempérées des Andes du sud              | 2007              | 2 168 956    |
| Corridor biologique Nevados de Chillán - Laguna del Laja | 2011              | 565,807      |

### Sites du patrimoine mondial
Le Chili ne possède pas de site naturel inscrit au patrimoine mondial pour le moment.